# 林瑪黛
林瑪黛於2012年成立，為臺灣四人編制的獨立電子組合，其成員包括主唱 / 林意倩、鍵盤手兼貝斯手黃少雍、吉他手林易祺、VJ施小油，以聲音和影像兩者交織展現其作品。以Trip hop(或稱作神遊舞曲)做為其主要曲風，融入溫柔細膩的女聲，及如VJ影像的互動，再加上電音、吉他、合成器創造冷冽、幽靜的奇境。其以一個社會陰暗角落的觀察者的角度，記錄人與動物間的動態，並以音樂、圖案來暗喻及唱出現今兩者之間的互動、爭議性的社會議題、與彼此快樂溫暖的故事。
2013年登上streetvoice「見證大團」系列演出之舞臺，並於同年發行第一張EP《古老的記號》，2015於flyingV群眾募資平臺籌資預計發行其第一張專輯。
林瑪黛以《古老的記號》於2013年之第4屆金音獎入圍最佳電音單曲獎

## 音樂作品
EP
- 《古老的記號》

運用更強烈的電子音樂組合，記錄人與動物兩者之間的故事，以及對於反核等社會議題的關注。
曲目：
| 《古老的記號》曲目 |
| ------------------ |
| 1.古老的記號       |
| 2.大象說           |
| 3.孥克的詭計       |

專輯
首張專輯預計2015年6月發行，目前於群眾募資平臺flyingV籌資準備中。

## 外部連結
- 林瑪黛官方網站 （页面存档备份，存于）
- 林瑪黛facebook粉絲專頁 （页面存档备份，存于）
- 林瑪黛首張專輯群眾募資網頁 （页面存档备份，存于）
- 林瑪黛steetvocie專頁 （页面存档备份，存于）
- 林瑪黛INDIEVOX專頁
- 林瑪黛YOUTUBE官方頻道 （页面存档备份，存于）